# نادي فيكتوري
نادي فيكتوري الرياضي هو نادي كرة قدم مالديفي يقع مقره في ماليه عاصمة المالديف.

## أدائه في مسابقات الاتحاد الآسيوي لكرة القدم
- بطولة الأندية الآسيوية: 5 مشاركات

1987: جولة التصفيات
1988: جولة التصفيات
1990: جولة التصفيات
1994: دور المجموعات
1998: الدور الثاني
- كأس الاتحاد الآسيوي: 4 مشاركات

2007: دور المجموعات
2008: دور المجموعات
2010: دور المجموعات
2011: دور المجموعات
2012:

## وصلات خارجية
- الموقع الرسمي